# Electrophorus voltai
Electrophorus voltai – gatunek ryby z rodzaju Electrophorus, zasiedlający rzeki południowej Amazonii (płytę brazylijską). Gatunek opisany w 2019 r. na podstawie analiz genetycznych i morfologicznych poprzez wydzielenie z gatunku Electrophorus electricus, od którego oddzielił się ok. 3,6 mln lat temu. Gatunek wyróżnia się zdolnością generowania ładunku elektrycznego o napięciu 860 V. 